# Fakulta managementu a ekonomiky Univerzity Tomáše Bati ve Zlíně
Fakulta managementu a ekonomiky (FaME) je jednou ze šesti fakult Univerzity Tomáše Bati ve Zlíně. Byla založena roku 1995 jako druhá zlínská fakulta brněnského Vysokého učení technického a roku 2001 se společně s Fakultou technologickou stala základem nově vzniklé Univerzity Tomáše Bati.
Fakulta je vědeckým a vzdělávacím pracovištěm, které poskytuje studium v bakalářském, navazujícím magisterském a doktorském studiu. Spolupodílí se na projektech v oblasti vědy a výzkumu a spolupracuje s podniky a institucemi ve Zlínském kraji. FaME spolupracuje například s firmami Continental Barum, Baťa, Delloite, UniCredit Bank, Trinity Bank, Aircraft Industries nebo TOMA.[zdroj?] Fakulta nabízí také doplňkovou činnost a vzdělávání firem i jednotlivců prostřednictvím certifikovaných vzdělávacích programů, např. Akademie Business managera či Akademie průmyslového inženýra. Děkanem fakulty je od roku 2016 doc. Ing. David Tuček, Ph.D.

## Rozdělení fakulty
- Ústav managementu a marketingu,
- Ústav ekonomie,
- Ústav podnikové ekonomiky,
- Ústav průmyslového inženýrství a informačních systémů,
- Ústav financí a účetnictví,
- Ústav regionálního rozvoje, veřejné správy a práva,
- Ústav statistiky a kvantitativních metod,
- Ústav tělesné výchovy,
- Centrum aplikovaného ekonomického výzkumu.

## Studijní programy
Všechny bakalářské i navazující magisterské studijní programy jsou nabízeny v prezenční i kombinované formě studia.

### Bakalářské studijní programy
- Ekonomika a management – specializace Ekonomika a management podniku[4]
- Ekonomika a management – specializace Ekonomika a management veřejné správy a regionálního rozvoje[4]
- Finance a finanční technologie[4]
- Průmyslové inženýrství[4]
- Účetnictví a daně[4]

### Navazující magisterské studijní programy
- Finance – specializace Finance podniku[5]
- Finance – specializace Finanční kontrola[5]
- Finance – specializace Finanční trhy a technologie[5]
- Management a marketing – specializace Marketing management[5]
- Management a marketing – specializace Design management[5]
- Management a marketing – specializace Management veřejné správy a regionálního rozvoje[5]
- Management ve zdravotnictví[5]
- Ekonomika podniku a podnikání – specializace Podnikání a ekonomika podniku[5]
- Ekonomika podniku a podnikání – specializace Podnikání ve službách cestovního ruchu[5]
- Průmyslové inženýrství[5]

### Doktorské studijní programy
- Ekonomika a management
- Finance
- Průmyslové inženýrství

## Mezinárodní spolupráce
Fakulta spolupracuje s řadou vysokých škol v zahraničí. Její posluchači mohou paralelně získat titul například na spolupracující britské University of Huddersfield v tzv. double degree programu nebo absolvovat v magisterském studiu kurz Microeconomics of Competitiveness profesora Michaela E. Portera, který probíhá ve spolupráci s americkou Harvard Business School.[zdroj?] Na fakultě působí ekonomové Milan Zelený, Petr Zahradník nebo bývalý viceguvernér České národní banky a předseda Národní rozpčtové rady Mojmír Hampl.[zdroj?] Studentům jsou nabízeny zahraniční pobyty a stáže např. v rámci projektů Erasmus či Freemover. 

## Seznam děkanů
Toto je seznam děkanů Fakulty managementu a ekonomiky Univerzity Tomáše Bati ve Zlíně:
1. Alois Glogar (1995–1997)
2. František Trnka (1997–2001)
3. Vnislav Nováček (2002–2007)
4. Drahomíra Pavelková (2008–2015)
5. Oldřich Hájek (2016)
6. David Tuček (2016–2024)[8]
7. Michal Pilík (od 2024)